# Tir la Jocurile Olimpice de vară din 2020 - Trap (feminin)
Proba de tir trap feminin de la Jocurile Olimpice 2020 a avut loc la 28-29 iulie 2021 la Asaka Shooting Range.

## Program
Orele sunt ora Japoniei (UTC+9) 
| Data                    | Timp  | Etapă                   |
| ----------------------- | ----- | ----------------------- |
| Miercuri, 28 iulie 2021 | 09:00 | Calificări - ziua 1     |
| Joi, 29 iulie 2021      | 09:00 | Calificări - ziua a 2-a |
| Joi, 29 iulie 2021      | 14:30 | Finala                  |

## Rezultate

### Calificări
| Loc | Sportiv                  | Țară                       | 1  | 2  | 3  | 4  | 5  | Total | Note                             |
| --- | ------------------------ | -------------------------- | -- | -- | -- | -- | -- | ----- | -------------------------------- |
| 1   | Zuzana Rehák-Štefečeková | Slovacia                   | 25 | 25 | 25 | 25 | 25 | 125   | C, Record mondial Record olimpic |
| 2   | Alessandra Perilli       | San Marino                 | 24 | 25 | 25 | 24 | 24 | 122   | C                                |
| 3   | Silvana Stanco           | Italia                     | 24 | 25 | 25 | 23 | 24 | 121+3 | C                                |
| 4   | Laetisha Scanlan         | Australia                  | 24 | 25 | 24 | 23 | 25 | 121+2 | C                                |
| 5   | Penny Smith              | Australia                  | 23 | 24 | 25 | 24 | 24 | 120+2 | C                                |
| 6   | Kayle Browning           | Statele Unite ale Americii | 23 | 24 | 24 | 24 | 25 | 120+1 | C                                |
| 7   | Madelynn Bernau          | Statele Unite ale Americii | 24 | 25 | 22 | 24 | 24 | 119   |                                  |
| 8   | Jessica Rossi            | Italia                     | 25 | 23 | 24 | 23 | 24 | 119   |                                  |
| 9   | Sandra Bernal            | Polonia                    | 24 | 23 | 22 | 24 | 25 | 118   |                                  |
| 10  | Natalie Rooney           | Noua Zeelandă              | 23 | 23 | 23 | 23 | 25 | 117   |                                  |
| 11  | Wang Xiaojing            | China                      | 22 | 24 | 23 | 24 | 24 | 117   |                                  |
| 12  | Carole Cormenier         | Franța                     | 25 | 23 | 24 | 23 | 22 | 117   |                                  |
| 13  | Alejandra Ramírez        | Mexic                      | 22 | 23 | 25 | 21 | 25 | 116   |                                  |
| 14  | Fátima Gálvez            | Spania                     | 22 | 24 | 22 | 25 | 23 | 116   |                                  |
| 15  | Daria Semianova          | (COR)                      | 22 | 24 | 24 | 23 | 23 | 116   |                                  |
| 16  | Kirsty Hegarty           | Marea Britanie             | 24 | 24 | 23 | 22 | 23 | 116   |                                  |
| 17  | Ekaterina Subbotina      | (COR)                      | 24 | 24 | 25 | 20 | 23 | 116   |                                  |
| 18  | Deng Weiyun              | China                      | 21 | 25 | 23 | 22 | 24 | 115   |                                  |
| 19  | Yukie Nakayama           | Japonia                    | 21 | 24 | 22 | 25 | 23 | 115   |                                  |
| 20  | Selin Ali                | Bulgaria                   | 22 | 24 | 23 | 24 | 22 | 115   |                                  |
| 21  | Ray Bassil               | Liban                      | 24 | 20 | 23 | 24 | 23 | 114   |                                  |
| 22  | Maggy Ashmawy            | Egipt                      | 19 | 24 | 24 | 22 | 24 | 113   |                                  |
| 23  | Ana Waleska Soto         | Guatemala                  | 21 | 23 | 23 | 23 | 23 | 113   |                                  |
| 24  | Satu Mäkelä-Nummela      | Finlanda                   | 23 | 23 | 24 | 21 | 22 | 113   |                                  |
| 25  | Mélanie Couzy            | Franța                     | 22 | 22 | 22 | 22 | 22 | 110   |                                  |
| 26  | Adriana Ruano            | Guatemala                  | 23 | 21 | 22 | 23 | 21 | 110   |                                  |

### Finală
| Rank | Athlete                        | Series | Series | Series | Series | Series | Series | Notes          |
| Rank | Athlete                        | 1      | 2      | 3      | 4      | 5      | 6      | Notes          |
| ---- | ------------------------------ | ------ | ------ | ------ | ------ | ------ | ------ | -------------- |
| 1    | Zuzana Rehák-Štefečeková (SVK) | 21     | 25     | 30     | 34     | 38     | 43     | Record olimpic |
| 2    | Kayle Browning (USA)           | 20     | 24     | 29     | 34     | 37     | 42     |                |
| 3    | Alessandra Perilli (SMR)       | 19     | 23     | 26     | 29     |        |        |                |
| 4    | Laetisha Scanlan (AUS)         | 19     | 24     | 26     |        |        |        |                |
| 5    | Silvana Stanco (ITA)           | 17     | 22     |        |        |        |        |                |
| 6    | Penny Smith (AUS)              | 13     |        |        |        |        |        |                |